# ساحل الامیتاس، لانگ بیچ، کالیفرنیا
ساحل الامیتاس، لانگ بیچ، کالیفرنیا (به انگلیسی: Alamitos Beach, Long Beach, California) یک منطقهٔ مسکونی در ایالات متحده آمریکا است که در کالیفرنیا واقع شده‌است.